# Royal Edinburgh Military Tattoo

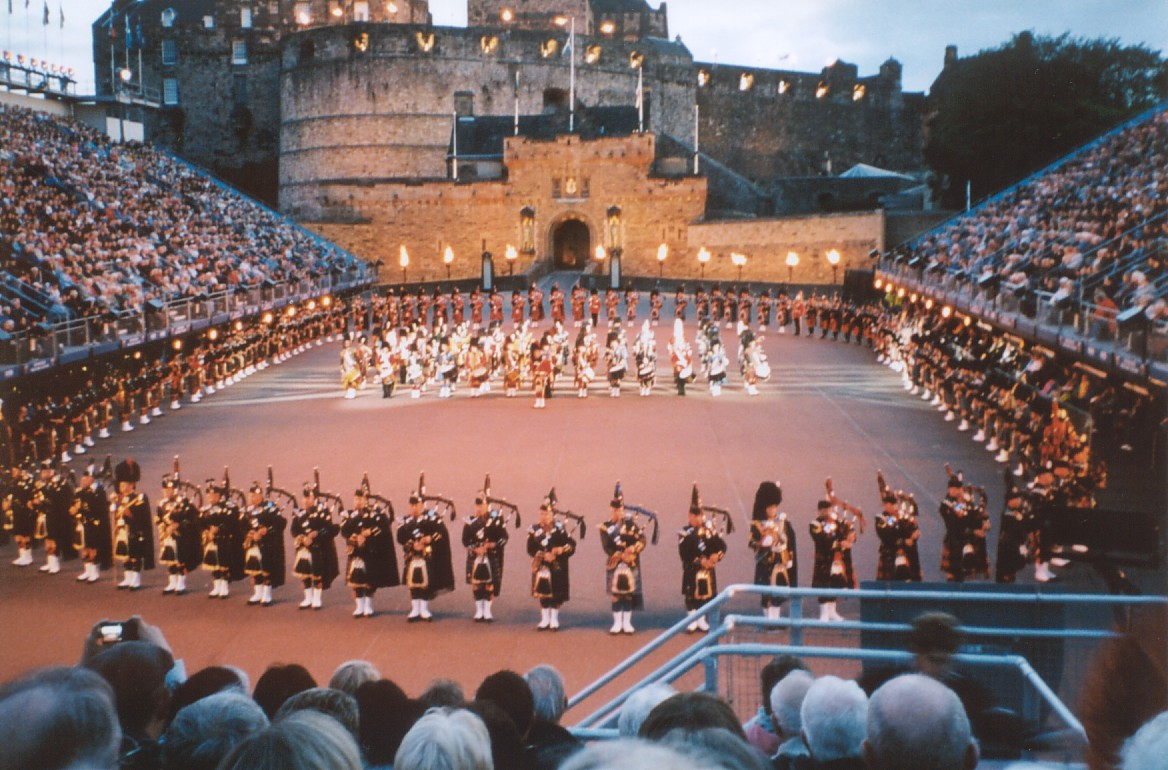
Auftritt der Massed Pipes and Drums 2009

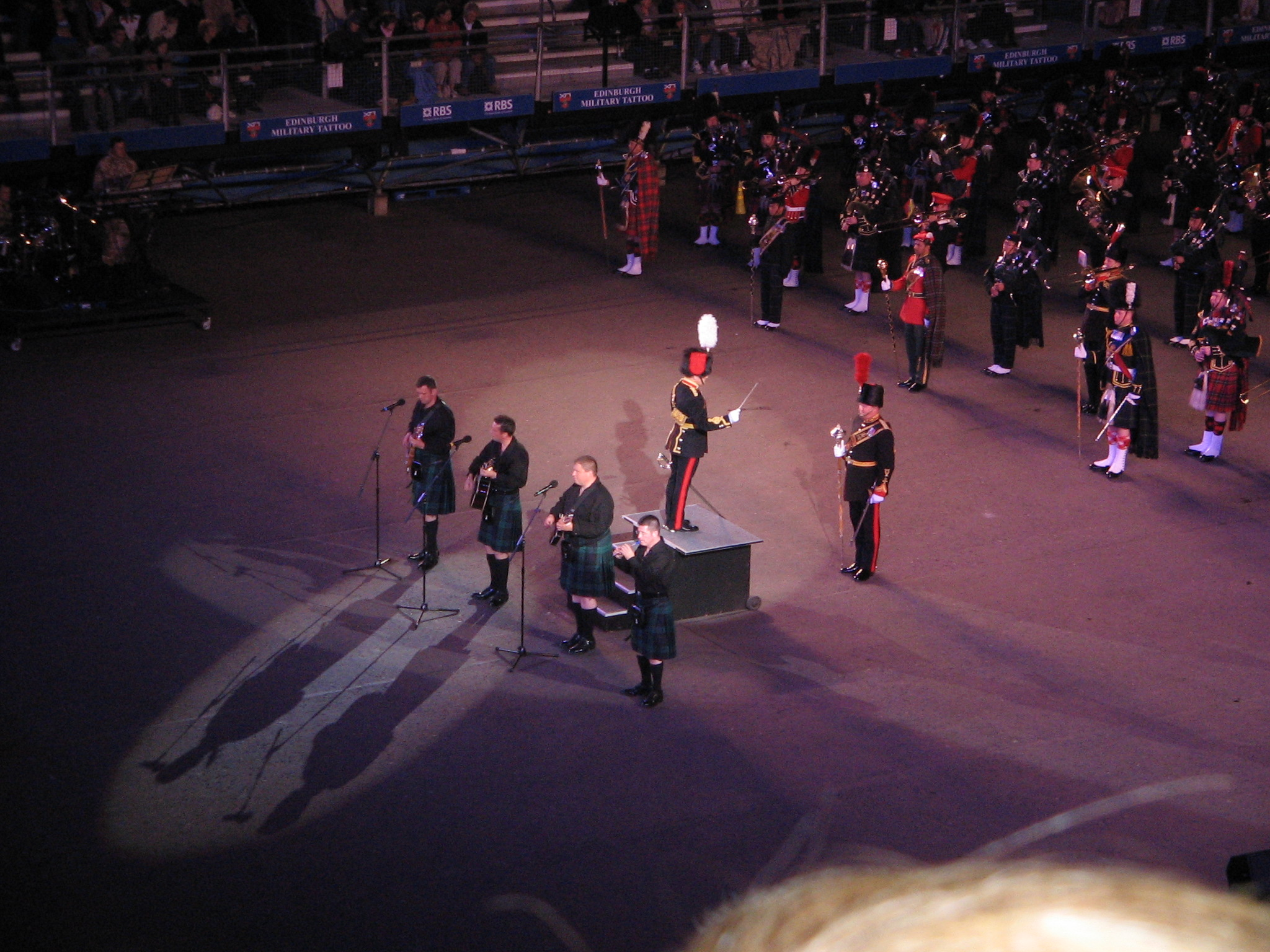
Die Massed Bands spielen The Bonnie Lass o' Fyvie 2007

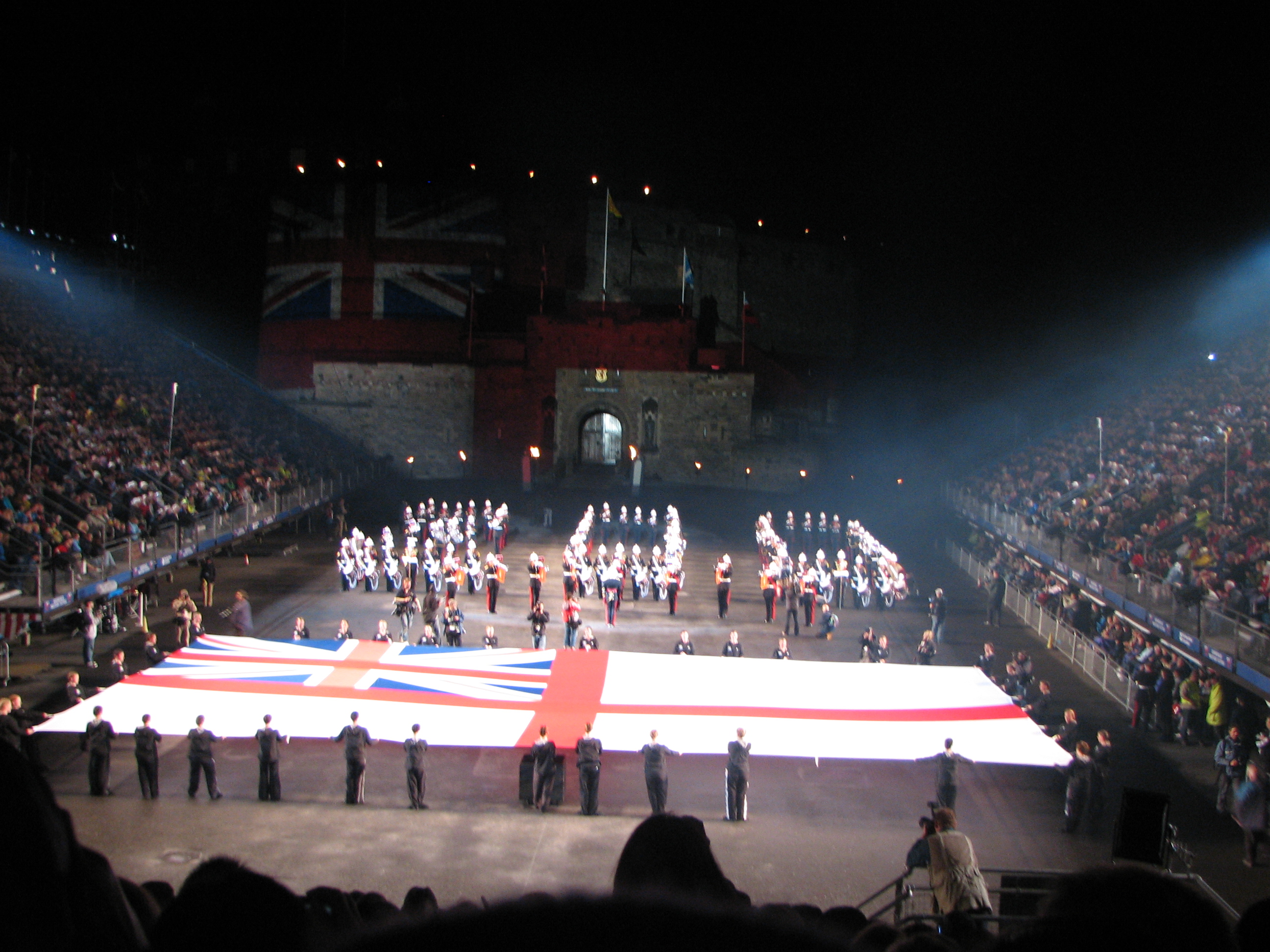
Gedenken an den 200. Jahrestag der Schlacht von Trafalgar 2005

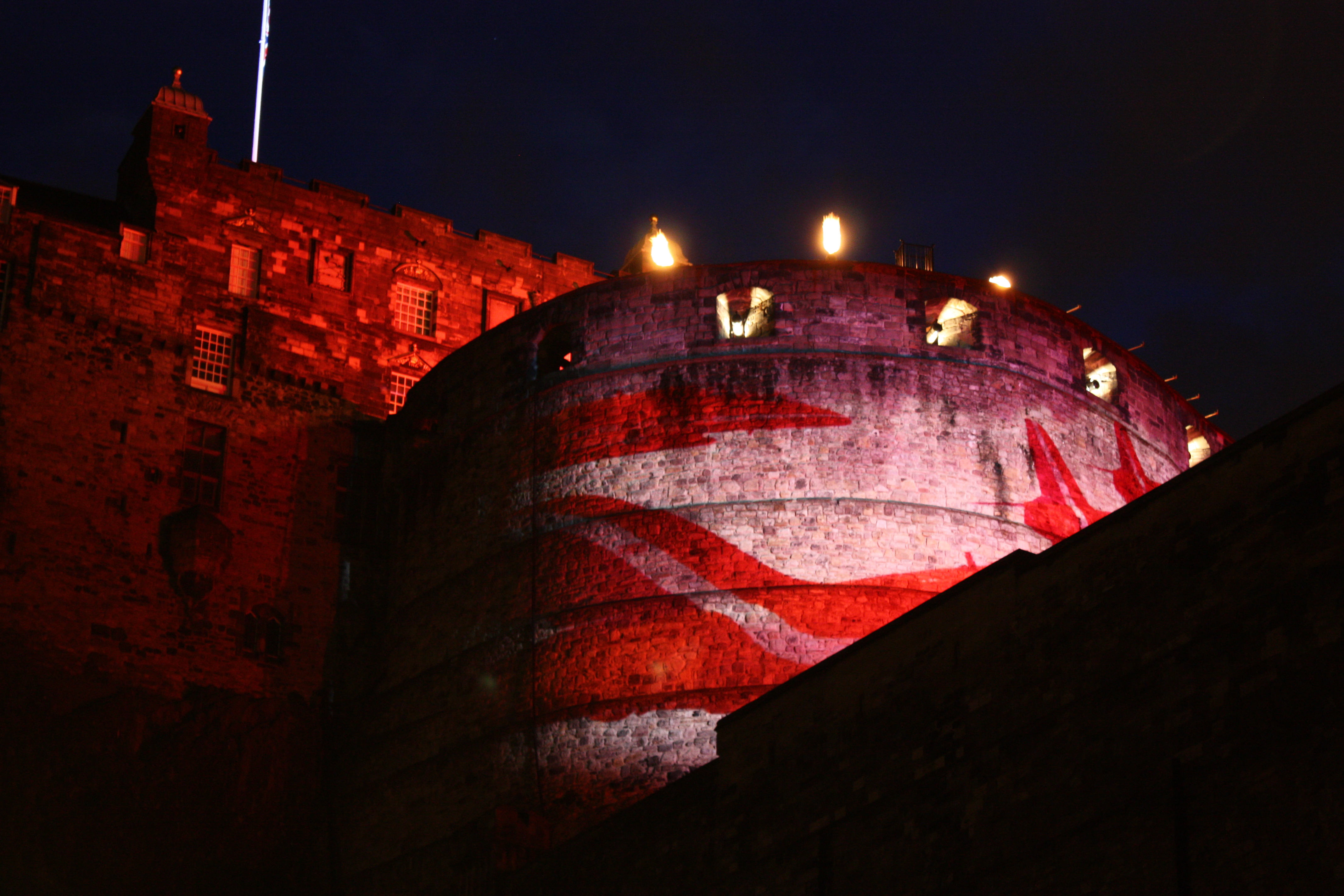
Lightshow am Edinburgh Castle während des Edinburgh Military Tattoo

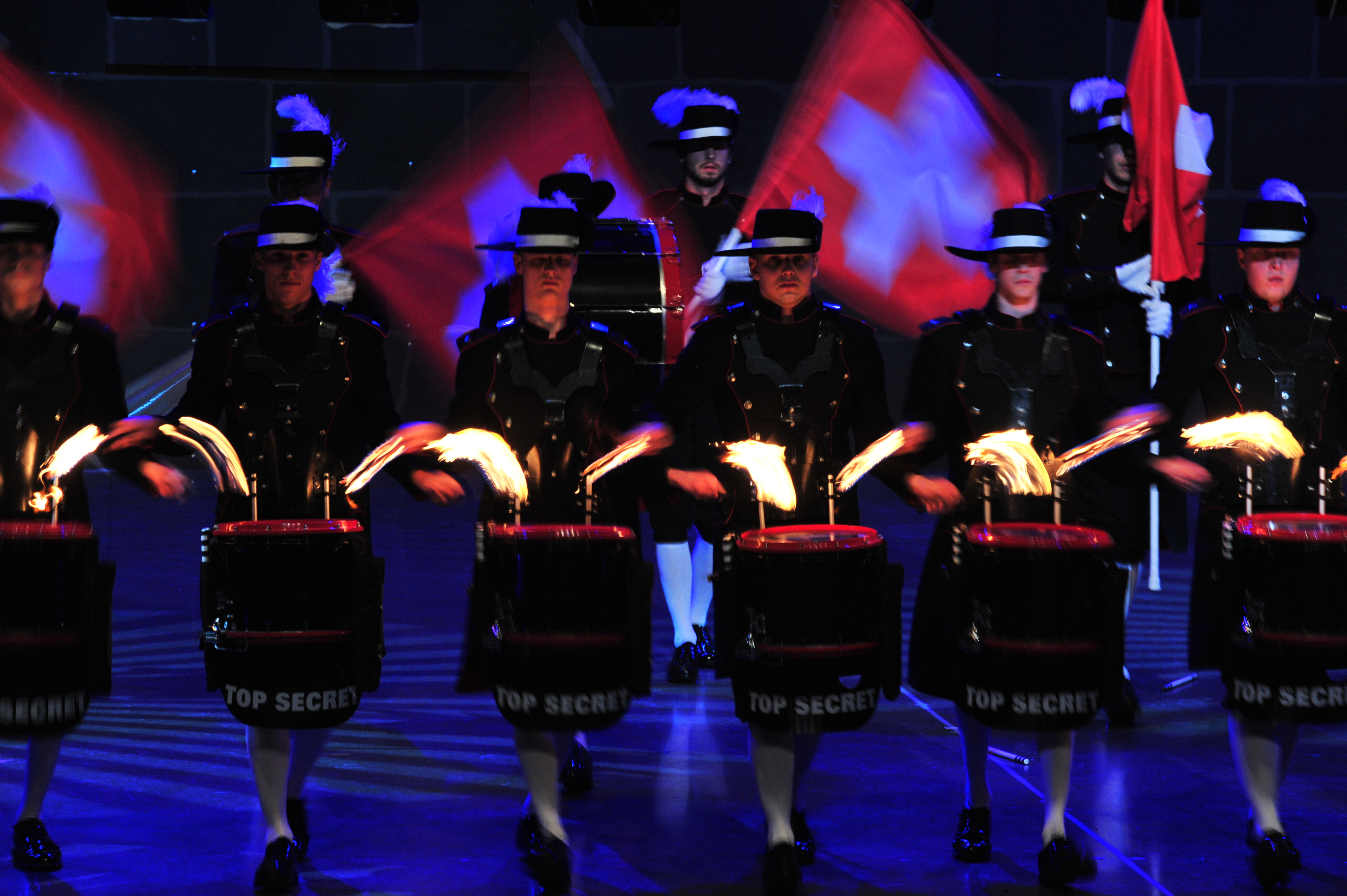
Auftritt des zivilen Top Secret Drum Corps aus Basel

Das Royal Edinburgh Military Tattoo (von englisch tattoo = Zapfenstreich) ist das größte Musikfestival Schottlands. Es ist Teil des Edinburgh Festivals und findet seit 1950 jedes Jahr im August auf dem Platz direkt vor dem Edinburgh Castle (der so genannten Esplanade) in der schottischen Hauptstadt Edinburgh statt.

## Programm
Ursprünglich war das Edinburgh Military Tattoo ausschließlich der Militärmusik gewidmet. Heute verfügt es über ein stark erweitertes Programm. Neben dem nach wie vor dominierenden militärischen Teil werden seit einigen Jahren auch weitgehend zivile Tanz- und Gesangsdarbietungen gezeigt. Nach wie vor sind aber die meisten Auftretenden Angehörige der britischen Streitkräfte.
Alle Aufführungen dauern insgesamt circa anderthalb Stunden. Traditionell feste – da schottische – Bestandteile des Programms sind die Auftritte der Massed Pipes and Drums, der Highland Spring Dancers und des Lone Pipers. Die Massed Pipes and Drums sind eine eigens für das Military Tattoo aus mehreren Militärkapellen zusammengestellte Formation von etwa 180 Dudelsackspielern und Trommlern. Die etwa 80 Tänzerinnen der Highland Spring Dancers zeigen vor allem Tänze zu traditioneller schottischer Musik. Der Lone Piper spielt auf den Zinnen der Burg zum Gedenken an die Gefallenen der britischen Armee.
Das übrige Programm wechselt jährlich und wird von internationalen Kapellen, Bands und Tanzformationen dargeboten. Abschluss und Höhepunkt ist jedes Jahr der Massenauftritt aller Teilnehmer, wobei stets die britische Hymne God Save the King gespielt wird. Zum Ausmarsch erklingen traditionell The Black Bear und Scotland the Brave.

## Publikum
Die mehr als 1.000 Musiker und Tänzer können von circa 8.600 Zuschauern live beobachtet werden. Dazu werden jeden Sommer auf der Esplanade eigens Tribünen aufgebaut, die im September wieder entfernt werden. Die Aufführungen finden Montag bis Freitag jeweils um 21:00 Uhr und am Samstag um 19:30 und um 22:30 Uhr statt. Lediglich am Sonntag wird keine Darbietung angeboten. Die Eintrittskarten sind oft Monate im Voraus ausverkauft. Seit 1968 wird eine Aufführung pro Jahr im Fernsehen übertragen und heutzutage von geschätzt 100 Millionen Zuschauern weltweit gesehen. In Deutschland wird die BBC-Produktion mit deutschem Kommentar regelmäßig auf NDR gesendet.
Das Edinburgh Military Tattoo steht unter der Schirmherrschaft von Prinzessin Anne und ist keine kommerzielle Veranstaltung. Die jährlich durch den Verkauf von circa 217.000 Eintrittskarten erzielten Überschüsse werden wohltätigen Organisationen zur Verfügung gestellt.

## Verantwortliche Leiter
Das Edinburgh Military Tattoo stand beziehungsweise steht unter der Leitung von:
- 1950 – 1952 Lieutenant Colonel George Malcolm of Poltalloch
- 1953 – 1968 Brigadier Alistair MacLean of Pennycross
- 1968 – 1976 Brigadier Jack Sanderson
- 1976 – 1992 Lieutenant Colonel Lesley Dow
- 1992 – 1994 Major Michael Parker
- 1994 – 2006 Brigadier Melville Jameson
- 2007 – 2010 Major General Euan Loudon
- 2011 – 2020 Brigadier David Allfrey MBE
- 2020 – 2023 Major General Buster Howes
- seit 2023 Jason Barret

## Name
Das Royal Edinburgh Military Tattoo firmierte bis ins Jahr 2009 unter der weniger prestigeträchtigen Bezeichnung Edinburgh Military Tattoo. Erst im Jahr 2010 wurde dem Festival von Königin Elisabeth II. der Zusatz Royal verliehen. Im allgemeinen Sprachgebrauch hat sich die neue offizielle Bezeichnung allerdings kaum durchgesetzt. Die meisten Schotten sprechen schlicht von The Tattoo.